# Giacomo Gorrini

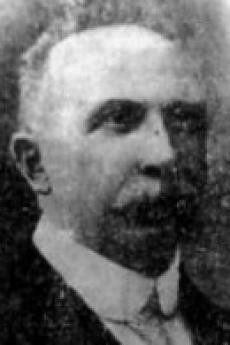
Giacomo Gorrini

(Giacomo Gorrini)
Giacomo Gorrini (Molino dei Torti, 12 novembre 1859 – Roma, 31 ottobre 1950) è stato uno storico e diplomatico italiano, è considerato il fondatore dell'Archivio Diplomatico degli Affari Esteri del Ministero italiano, in quanto ha promosso la creazione di un archivio centrale autonomo dell'intera attività diplomatica italiana, console italiano a Trebisonda si batté dopo il genocidio armeno per il riconoscimento dei diritti d'indipendenza dei sopravvissuti e la costituzione di un nuovo stato armeno.

## Biografia
Terminati gli studi letterari compì perfezionamenti a Firenze e Berlino nel campo archivistico.
Venne nominato direttore dell'Archivio del Ministero degli Esteri e nel 1887  membro della Societé d'Histoire Diplomatique di Parigi e svolse per molti anni il mestiere di archivista pubblicando libri e scritti di storia italiana.
Fu console italiano a Trebisonda durante il terribile genocidio armeno e fu testimone oculare delle deportazioni e dei massacri degli armeni da parte del governo dei Giovani Turchi nel 1915.
Tornato precipitosamente in Italia per lo scoppio della grande guerra, denunciò i crimini del governo turco rilasciando una dettagliata intervista al quotidiano di Roma Il Messaggero.
Al termine della guerra, fu incaricato di preparare una relazione sui fatti che il Gorrini presentò con il titolo di  “Memoriale”,il 14 novembre 1918 e che divenne base di partenza per le discussioni di Sèvres, di Ginevra, di Losanna.

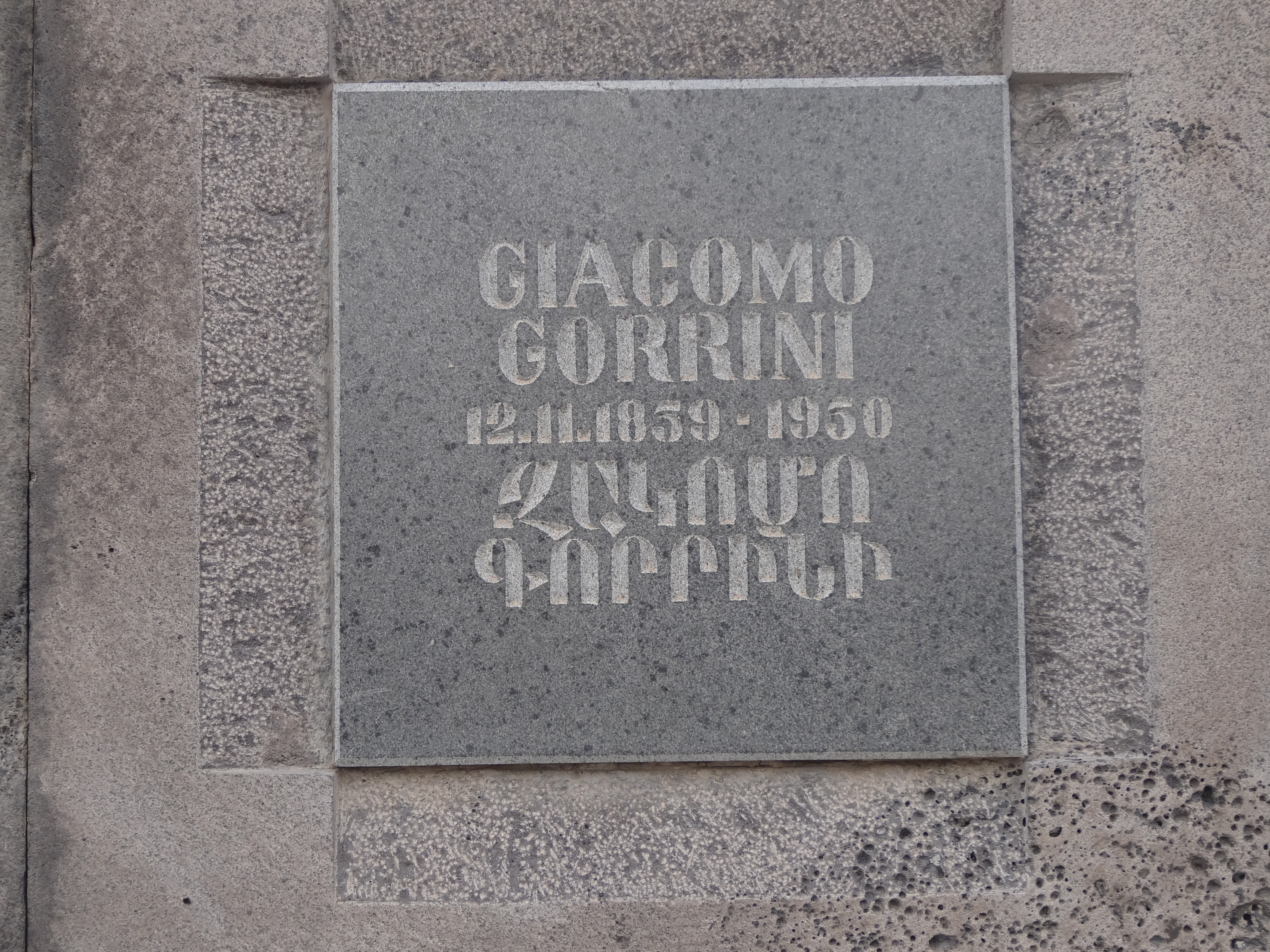
Lapide nel "Muro della Memoria" di Dzidzernagapert

Approfittando della rivoluzione in corso in Russia, la maggior parte degli armeni sopravvissuti che erano riparati sotto il controllo dell'impero zarista, il 28 maggio 1918 dichiararono la propria indipendenza e dopo la conquista di alcuni territori armeni in Turchia, venne proclamata la repubblica e Gorrini venne inviato come ambasciatore italiano, ma nel 1920  la repubblica venne sovietizzata ed egli stesso la definì un’”effimera creazione statale”.
Solamente il 29 agosto 1985, le Nazioni Unite riconobbero il genocidio armeno.
Con la sua attività Gorrini si prodigò per cinquant'anni per la sopravvivenza del popolo armeno e favorì i sopravvissuti che si erano rifugiati in Italia.
Il 31 ottobre 1950, all'età di 91 anni, Giacomo Gorrini morì a Roma e la sua terra tombale venne tumulata a Erevan nel "Muro della Memoria" di Dzidzernagapert il 25 maggio 2001.
Nel 2010 è stato onorato come Giusto al Giardino dei Giusti di Milano.

## Opere

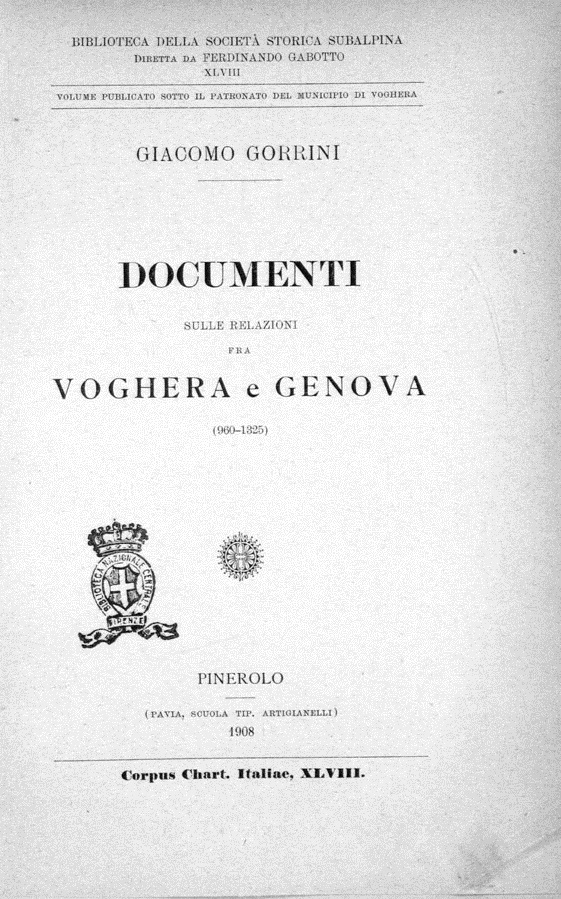
Documenti sulle relazioni fra Voghera e Genova, 1908

- Il comune astigiano e la sua storiografia, Saggio storico-critico, Firenze 1884.
- La politica di Lucca dal 1313 al 1345 e le sue relazioni con Giovanni XXII, Miscellanea Lucchese di Studi Storici e Letterari, Lucca, 1931.
- La popolazione dello Stato Ligure sotto l'aspetto statistico e sociale, in AA.VV., Atti del Congresso internazionale di studi sulla popolazione, Roma, 1931, vol. I, Roma, 1933.
- L'istruzione elementare in Genova e Liguria durante il Medioevo, in «Giornale Storico e Letterario della Liguria», 1931.
- Lettere inedite degli ambasciatori fiorentini alla Corte dei Papi in Avignone, (anno 1340), 1884, Archivio storico italiano, anno XIV, serie IV n. 41, n. 143, 5.
- Una lettera inedita di Giuseppe Mazzini all'intima amica di sua madre Isabella Cambiaso Zerbini (Londra, 9 dicembre 1852), 1931, Archivio Storico, anno LXXXIX, serie VII, n. 340, XVI, 2.
- Raccolta delle circolare e istruzioni ministeriali riservate, 1863-1904, 1904 Roma, Tipografia del ministero degli affari esteri.
- Documenti sulle relazioni fra Voghera e Genova (960-1325), Pinerolo, Società storica subalpina, 1908.
- Orrendi episodi di ferocia musulmana contro gli armeni, Il Messaggero, 25 agosto 1915.
- Tunisi e Biserta. Memorie storiche, Milano, 1940.
- Testimonianze, 1940.